# Bataille du Jutland
 (novembre 2012).
Première Guerre mondiale
Batailles
- Blocus allié de l'Allemagne
- Odensholm (08-1914)
- 1re Heligoland (08-1914)
- Action du 22 septembre 1914
- Falklands (12-1914)
- Dogger Bank (01-1915)
- Gotland (07-1915)
- Golfe de Riga (08-1915)
- Yarmouth et Lowestoft (04-1916)
- Jutland (05-1916)
- Funchal (12-1916)
- Combat entre le Leopard et le HMS Achilles
- Pas-de-Calais (04-1917)
- Combat entre le HMAS Sydney et le LZ92
- Détroit de Muhu (10-1917)
- 2e Heligoland (11-1917)
- Croisière de glace (02/03-1918)
- Zeebruges (04-1918)
- 1er Ostende (04-1918)
- 2e Ostende (05-1918)
- Sabordage allemand à Scapa Flow (06-1919)

Bataille de la mer Noire
- 12 octobre 1914
- Odessa (10-1914)
- Novorossiisk
- Feodosia
- Cap Sarytch
- île Kirpen (1re)
- île Kirpen (2e)

Front d'Europe de l'Ouest
Front italien
Front d'Europe de l'Est
Front des Balkans
Front africain
Front du Moyen-Orient
La bataille du Jutland (ou bataille de Skagerrak pour les allemands, en allemand :  Skagerrakschlacht et Seeschlacht vor dem Skagerrak) est la plus grande bataille navale de la Première Guerre mondiale et probablement l'une des plus complexes de l'histoire. Elle opposa pendant deux jours la Royal Navy britannique à la Kaiserliche Marine (Marine impériale allemande) en mer du Nord, à 200 km au nord-ouest de la péninsule danoise du Jutland en mai-juin 1916.
Après plus de deux ans d'attente et plusieurs occasions manquées, la Grand Fleet britannique, commandée par l'amiral John Jellicoe, réussit à contraindre la Hochseeflotte, la Flotte de haute mer de la Marine impériale allemande, aux ordres de l'amiral Reinhard Scheer, à une grande confrontation au milieu de la mer du Nord. La bataille générale, impliquant au total 250 navires de tous types, commença à 18 h 30 le 31 mai 1916 et dura deux heures. À la suite des mauvaises conditions de visibilité et d'erreurs des Britanniques, elle ne fut pas décisive, malgré la supériorité numérique de ces derniers. Cependant, Jellicoe réussit à couper la route de repli des navires allemands vers leurs ports et était persuadé d'avoir l'occasion d'une bataille décisive pour le lendemain matin. Mais Scheer, déterminé à sauver sa flotte à n'importe quel prix, traversa le dispositif britannique à la faveur de la nuit et regagna les bases de Wilhelmshaven, protégées par des champs de mines.
L'affrontement a coûté quatorze bâtiments aux Britanniques et onze aux Allemands, ainsi que des milliers de victimes humaines. Les deux camps revendiquèrent chacun la victoire. Même s'il est vrai que les pertes des Britanniques en vies humaines et en navires ont été les plus importantes, les marins allemands n'étaient pas dupes et avaient conscience d'avoir échappé de peu à un désastre. La flotte de haute-mer allemande resta dès lors dans ses ports, hormis quelques brèves sorties en août 1916 et avril 1918. Certes, elle continuait de constituer une menace, obligeant les Britanniques à maintenir de nombreuses unités en mer du Nord, mais plus jamais la Marine allemande ne tenta un affrontement aussi significatif. Désormais, elle allait consacrer ses principaux efforts à la guerre sous-marine.

## Deux flottes face à face
Avec l'ouverture des hostilités au mois d'août 1914, la Royal Navy se retrouve aux prises avec sa nouvelle rivale, la flotte allemande, dont la croissance depuis le début du siècle menace l'hégémonie britannique sur mer. Même si le rythme des constructions navales allemandes, dopé par la politique impérialiste du Kaiser, a été élevé, la Royal Navy conserve une avance au moins numérique importante. Comme les armées de terre du Reich sont alors victorieuses et que la marine allemande a été échaudée par sa défaite du Doggerbank, les ordres de cette dernière sont plutôt attentistes.
Les Britanniques, de leur côté, ont été contraints d'abandonner leur stratégie traditionnelle de blocus serré de la flotte adverse dans ses ports d'attache. Dorénavant, l'existence de sous-marins, de torpilleurs et surtout de mines, rend celle-ci trop hasardeuse. En lieu et place, Jellicoe, qui prend le commandement de la Grand Fleet, choisit de pratiquer un blocus distant, maintenant sa flotte dans les ports du Royaume-Uni, prête à appareiller en quelques heures, si une tentative de sortie de la Hochseeflotte est signalée. De plus, au début de la guerre, sa supériorité numérique est marginale car six de ses dreadnoughts sont en refonte, l'Audacious, ayant heurté une mine, a coulé, et il a dû détacher trois de ses croiseurs de bataille pour régler le sort de l'escadre de Von Spee. Il décide prudemment de ne livrer le combat que si la Hochseeflotte s'aventure dans la partie septentrionale de la mer du Nord.
Au début de 1916, l'amiral von Pohl qui commandait jusqu'alors la Hochseeflotte, atteint d'une maladie incurable, est remplacé par le vizeadmiral Reinhard Scheer. Comme le front terrestre s'est enlisé et que la guerre sous-marine totale a dû être suspendue à la suite des protestations des États-Unis, après les torpillages du Lusitania et de l'Arabic, Scheer va essayer, dès lors, d'utiliser sa flotte de surface de façon plus offensive.

### Le plan allemand
Selon Scheer, la stratégie navale allemande doit viser dans un premier temps à infliger le maximum de pertes à la flotte britannique, d'une part par des raids offensifs contre les forces navales occupées à la surveillance et au blocus de la baie de Heligoland et, d'autre part, par le mouillage de mines le long des côtes britanniques et des attaques sous-marines aussi fréquentes que possible. Le but recherché est d'établir un équilibre numérique entre les flottes allemandes et britanniques et, cet équilibre atteint, de rechercher dans un second temps la bataille décisive, dans les circonstances les plus défavorables possibles pour l'adversaire.
En effet, en 1916, la Hochseeflotte n'avait que 18 navires de ligne à opposer aux 33 de la Grand Fleet et, dans ces conditions, il n'était pas envisageable de risquer l'affrontement direct. En lançant des raids en mer du Nord, les Allemands espéraient attirer dans des pièges de petites escadres britanniques qui seraient alors attaquées et détruites, sans possibilité d'être secourues. Ils faillirent piéger l'escadre de croiseurs de bataille du vice-amiral David Beatty, dès le 26 mars, mais il refusa le risque d'un combat par gros temps. Le 21 avril, un raid de bombardement sur Yarmouth tourna court, lui aussi, quand le Seydlitz toucha une mine.
Fin mai, l'amirauté allemande avait planifié une vaste opération destinée à faire sortir l'escadre de Beatty de ses bases. En premier lieu, un grand nombre de U-boot (une dizaine) allait se placer en embuscade au large des bases navales britanniques, puis un raid de bombardement serait lancé le long de la côte du Sunderland, ce qui ne manquerait pas de susciter une réaction britannique. Les navires britanniques subiraient d'abord l'assaut des sous-marins, puis les navires intacts seraient attirés vers les dreadnoughts de Hipper et anéantis.

### La réponse britannique
Cependant, ce qu'ignorait l'état-major naval allemand, c'est que l'Amirauté britannique était en mesure de décrypter ses messages chiffrés (voir le combat de l'île d'Odensholm) et qu'elle était donc informée de ses intentions. Les Britanniques interceptèrent et décryptèrent le 28 mai un message allemand, ordonnant à tous les navires d'être prêts à prendre la mer le 30. D'autres messages furent interceptés et, bien qu'ils ne fussent pas déchiffrés, il semblait clair qu'une opération d'envergure était en cours.
La Grand Fleet, soit 24 dreadnoughts et 3 croiseurs de bataille, quitta donc Scapa Flow le 30 mai, sous le commandement de Jellicoe, avant même que Hipper ne quitte de son côté l'estuaire de la Jade. L'escadre de Beatty (4 dreadnoughts et 6 croiseurs de bataille) quitta le Firth of Forth, le même jour. Jellicoe et Beatty devaient se rejoindre à 145 km à l'ouest du Skagerrak, au large de la côte du Jutland, pour y attendre les Allemands.
Au sein de la Royal Navy, la doctrine qui prévalait alors était qu'une flotte se préparant au combat devait se déplacer en plusieurs colonnes parallèles formant une ligne de front. Cela permettait de manœuvrer relativement plus facilement : plusieurs petites colonnes pouvaient en effet modifier leur direction tout en maintenant leur formation, plus rapidement qu'une longue et unique colonne. De surcroît, les signaux par pavillons et par projecteurs du navire-amiral, généralement placé en tête de la colonne centrale, pouvaient être ainsi vus immédiatement par le plus grand nombre de navires. Cette disposition « en râteau » est également la meilleure pour parer à des attaques par des sous-marins. Au contraire, en colonne unique, la transmission des signaux, de la tête à la queue de la colonne, pouvait prendre une dizaine de minutes, sans compter que les fumées dégagées par les cheminées empêchaient souvent d'identifier les signaux émis par des navires autres que ceux immédiatement voisins. De plus, chaque bâtiment devant confirmer les ordres reçus, le retard mis à leur exécution s'en trouvait donc accru d'autant.
Pour le combat proprement dit, les différentes colonnes devaient se réunir en une seule, les bâtiments de tête pivotant de 90 degrés, à bâbord ou tribord selon les cas, chaque navire imitant en succession la manœuvre du navire précédent. La difficulté majeure était de former la ligne dans la bonne direction, alors que l'ennemi n'était pas encore en vue. Il appartenait aux patrouilles de reconnaissance, composées de croiseurs de bataille et de croiseurs de trouver l'adversaire et de prévenir en temps utile le gros des forces de la direction de son arrivée, tout en essayant d'interdire aux navires éclaireurs ennemis d'obtenir des renseignements similaires. Chaque flotte tentait, de son côté, de réaliser la manœuvre classique consistant à barrer le T, ce qui permet à la flotte située sur la barre horizontale du T de faire usage d'un maximum possible de canons alors que celle située sur la barre verticale ne peut tirer qu'avec les canons de proue. Généralement, cette tactique s'avérait concrètement irréalisable et le combat consistait souvent en d'intenses échanges d'artillerie entre deux flottes suivant approximativement des routes parallèles.

### Les flottes
Les Britanniques disposaient d'une confortable supériorité numérique, avec vingt-huit navires de ligne modernes contre seize et six plus anciens, neuf croiseurs de bataille contre cinq. Cette supériorité se retrouvait également dans les navires légers, en termes de tonnage, les Britanniques opposaient 1 510 000 tonnes aux 610 000 de leurs adversaires. Les Britanniques avaient opté pour un contrôle de l'artillerie mettant l'accent sur la cadence de tir. De leur côté, les Allemands bénéficiaient d'une artillerie plus précise (meilleur système de visée), le pouvoir perforant de leurs obus était meilleur et le blindage des navires allemands leur assurait une meilleure protection. De plus, dans la Royal Navy, l'apparition des charges propulsives composées de poudre sans fumée, comme la cordite, avait entraîné un relâchement des procédures de stockage et de manutention des matières explosives, qui allait se révéler déterminant.

## Le choc
Le piège sous-marin allemand fut totalement inefficace. Non seulement il ne coula pas un navire, mais en outre, il ne fournit aucune indication utile à Scheer sur la position de la flotte ennemie. Cette inefficacité doit en partie être mise au crédit de Jellicoe qui fit sortir ses bâtiments par petits groupes et non en bloc. Ainsi un sous-marin allemand en faction (non identifié) avise Scheer par TSF qu'il a vu 2 dreadnoughts, 2 croiseurs et plusieurs destroyers à 60 nautiques à l'est du Firth of Forth, cap au sud-est. Un autre sous-marin, U66 (en), signalera 8 cuirassés, des croiseurs et autres bateaux se dirigeant au nord-est. Mais ces renseignements partiels, comme ceux de la station d'écoute et déchiffrage de Neumünster, n'éclaireront pas l'amiral allemand.
Jellicoe se rendit au lieu de rendez-vous sans être inquiété. Mais, induit en erreur par les services de renseignements de l'amirauté, il pensait que les Allemands étaient beaucoup plus éloignés qu'ils ne l'étaient en réalité.

### L'engagement des croiseurs de bataille
À 14 h 20, le 31 mai, alors qu'ils s'apprêtaient à virer au nord pour effectuer la jonction prévue avec Jellicoe, des navires de reconnaissance de l'escadre de Beatty aperçurent des bâtiments allemands au sud-est. Ces unités légères qui étaient parties reconnaître un vapeur neutre danois, le Fjord, voguant entre les deux flottes, repérèrent des bateaux allemands visiblement engagés dans une mission similaire à la leur. Beatty chercha à prendre à revers les navires allemands pour les couper de leurs bases et, bientôt, les premiers échanges d'artillerie de la bataille commençaient. Le HMS Galatea, de la première escadre de croiseurs légers, engagea deux destroyers qu'il prit pour des croiseurs. Il fut touché par le SMS Elbing, du groupe de reconnaissance II du contre-amiral Bodicker (en), tirant en limite extrême de portée.

#### La course au sud
À 15 h 30, Beatty aperçut les croiseurs de Hipper se dirigeant vers le nord-ouest. Hipper infléchit sa route pour amener Beatty sur les navires de Scheer. Beatty poursuivit l'ennemi, tout en invitant l'amiral Hugh Evan-Thomas, commandant la 5e escadre de croiseurs de bataille, à le suivre. Cependant, celui-ci, éloigné de près de 5 km de Beatty, ne put lire les signaux. Et comme Beatty négligea de faire confirmer ses instructions par projecteurs ou radio-télégraphe, la 5e escadre poursuivit sa route pendant quelque temps.
À 15 h 45, les navires de Hipper étaient à portée de tir et les deux flottes sur des routes à peu près parallèles écartées de 14 km. Beatty ouvrit le feu, auquel répondit l'adversaire. Commença ainsi la phase de la bataille connue sous le nom de « Course vers le sud ».
Les ordres donnés par Beatty étaient d'engager l'ennemi en ligne, chaque navire attaquant un navire allemand, tandis que son propre bâtiment le HMS Lion s'en prenait au SMS Lützow, le navire amiral de l'escadre adverse. Toutefois, à la suite d'une erreur britannique, le SMS Derfflinger ne fut pas pris à partie et put tirer sans être aucunement gêné, alors que le SMS Moltke subissait lui le feu de deux croiseurs de bataille.
Les Allemands portèrent les premiers coups ; 3 des croiseurs de bataille britanniques furent touchés et le combat durait depuis plus de 10 minutes déjà, avant que l'un des bâtiments de Hipper n'encaisse un tir. Une salve bien ajustée du Lützow détruisit la tourelle Q du HMS Lion, tuant des douzaines de marins. Mais une catastrophe majeure fut évitée grâce au sang-froid du commandant de la tourelle, le major Francis John William Harvey (en) des Royal Marines, pourtant mortellement blessé, qui eut la présence d'esprit de faire fermer la porte du compartiment à munitions et de le faire inonder, empêchant ainsi l'explosion des matières inflammables et volatiles, sauvant ainsi le navire. Le HMS Indefatigable n'eut pas cette chance ; touché à trois reprises par des obus de 280 mm du SMS Von der Tann, il fut mis hors de combat, puis achevé par une salve qui atteignit sa tourelle de 305 mm et perça le blindage d'une soute à munitions. Il explosa puis coula avec tout son équipage, soit 1 019 hommes, parmi lesquels il n'y eut que deux rescapés.
Jusqu'alors, la chance était avec Hipper, mais cela n'allait pas durer. Enfin arrivée, l'escadre d'Evan-Thomas, composée de 4 « super-dreadnoughts » de la classe Queen Elizabeth armés de canons de 381 mm (dont le Warspite), allait faire pencher la balance du côté britannique. Hipper n'était pas en mesure de répliquer aux tirs des nouveaux arrivants, hors de portée des canons de ses propres navires, mais il savait l'escadre de Scheer toute proche et que sa mission d'appât touchait bientôt à sa fin. La bataille des croiseurs s'intensifia encore et, à 16 h 25, le HMS Queen Mary, touché par des tirs provenant du SMS Derfflinger et probablement du SMS Seydlitz, se désintégra après l'explosion de ses magasins de poudre. Seuls 9 de ses 1 275 marins survécurent à la catastrophe. À la vue de ce désastre, Beatty émit ce commentaire passé à la postérité : « On dirait que quelque chose ne va pas aujourd'hui avec nos maudits vaisseaux, Chatfield. »

#### La course au nord
À 16 h 30, le HMS Southampton, de la 2e escadre de croiseurs légers de Beatty, dirigé par le commodore William Goodenough, aperçut le gros des forces de Scheer arriver, esquivant des rafales de salves de calibres lourds pour pouvoir évaluer précisément le nombre et le type des navires ennemis : 16 dreadnoughts et 6 vieux navires de ligne. Simultanément, une bataille de destroyers se développait au sein des croiseurs de bataille et, dans la mêlée confuse qui s'engagea, le SMS Seydlitz fut torpillé, le Nestor commandé par le capitaine Bingham, coula deux torpilleurs, le V-27 et le V-29, avant que lui-même ainsi que le Nomad ne soient à leur tour touchés et abandonnés avec l'arrivée des dreadnoughts de Scheer.
L'arrivée de ces derniers amena Beatty à rompre le combat vers 16 h 45, et à remonter au nord vers Jellicoe, en espérant entraîner à sa suite la flotte allemande. Commença ainsi cette partie de la bataille que l'on appela « la Course au nord ». Une fois de plus, Beatty fut incapable de transmettre ses ordres de manière satisfaisante. Du coup, les super-dreadnoughts de la 5e escadre continuèrent leur approche vers la Hochseeflotte tandis que les croiseurs lui tournaient le dos. Lorsqu'enfin ils commencèrent à virer de bord, obéissant aux instructions d'Evan-Thomas, ils le firent en succession et non tous en même temps, offrant aux navires de Scheer tout le loisir de les viser correctement et, pendant un moment qui sembla une éternité, ils subirent le feu de plus en plus précis des navires allemands. Le HMS Malaya subit ainsi de lourdes pertes, qui auraient encore été plus lourdes si son capitaine n'avait, de sa propre initiative, anticipé la manœuvre de retraite. Cela étant, les artilleurs britanniques se défendaient rageusement et infligèrent de sérieuses avaries à leurs adversaires.
Jellicoe était maintenant informé de l'imminence de la grande bataille, mais ses informations sur les positions allemandes et leur route demeuraient insuffisantes. Le contre-amiral Horace Hood fut chargé d'aller au-devant de Beatty avec sa 3e escadre de croiseurs de bataille, pour lui prêter main-forte, tandis que la 1re escadre de croiseurs du contre-amiral Arbuthnot devait patrouiller en avant-garde du gros des forces de Jellicoe pour prévenir toute manœuvre éventuelle d'enveloppement par l'adversaire.
Vers 17 h 30, le croiseur HMS Black Prince de l'escadre d'Arbuthnot aperçut les croiseurs légers de Beatty, établissant ainsi le premier contact entre les deux corps de la Grand Fleet. Simultanément, les signaux du croiseur HMS Chester, qui filait derrière les bâtiments de Hood, furent repérés par les vaisseaux d'avant-garde allemands, commandés par le contre-amiral Bodicker, qui ouvrirent aussitôt le feu. Le Chester fut terriblement malmené avant que l'escadre de Hood, avertie, ne fasse demi-tour et arrive sur les lieux du combat.
Le navire amiral de Hood, le HMS Invincible, mit hors de combat le croiseur léger SMS Wiesbaden tandis que les trois autres navires de Bodicker revenaient à toute vapeur vers Scheer et Hipper et, confondant les navires de Hood avec ceux de la Grand Fleet, affirmèrent que celle-ci arrivait du nord-est. Les torpilleurs allemands entrèrent en action contre les bâtiments britanniques afin de ralentir leur vitesse et permettre au gros des forces de se mettre en ordre de bataille.

### La bataille des flottes

#### Un déploiement difficile

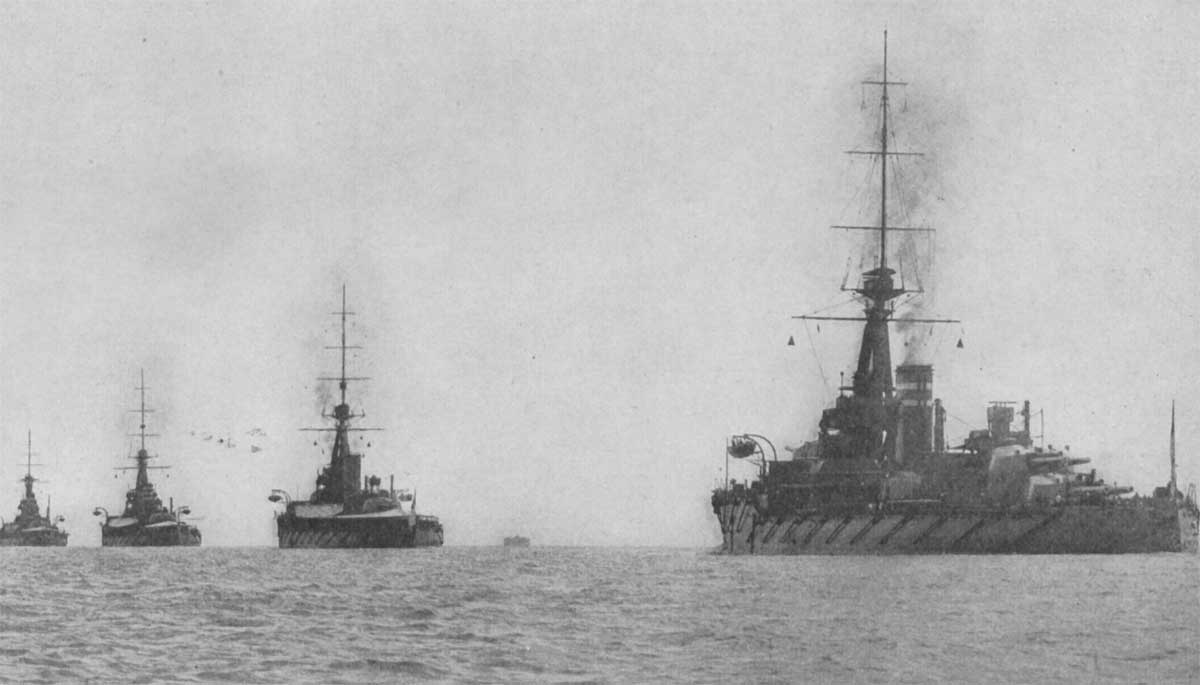
La deuxième escadre de bataille britannique.

Entre-temps, Beatty et Evan-Thomas avaient repris leur combat avec les croiseurs de bataille de Hipper mais, cette fois, dans des conditions visuelles avantageuses. Après que plusieurs de ses navires eurent été avariés, Hipper rejoignit Scheer vers 18 h, au moment même où le Lion de Beatty était repéré par le HMS Iron Duke de Jellicoe. Celui-ci interrogea Beatty sur les positions allemandes, mais Beatty resta muet pendant presque dix minutes.
Jellicoe, qui avait surestimé la distance des forces ennemies, était dans une situation inconfortable, attendant de connaître la position des Allemands pour former sa ligne de bataille. En effet, selon leur provenance, l'alignement devrait se faire soit sur la colonne de l'est, soit sur celle de l'ouest et cela devait être fait avant leur arrivée effective.
Le déploiement sur l'ouest présentait l'avantage de rapprocher les Britanniques de Scheer, ce qui permettait de gagner du temps alors que le crépuscule arrivait, mais les Allemands pouvaient survenir avant que la manœuvre ne soit terminée. Le déploiement sur l'est éloignait la Grand Fleet de Scheer mais offrait la chance de pouvoir « barrer le T » et permettrait de voir les navires de Scheer se profiler à l'horizon. Seulement, l'alignement exigeait vingt précieuses minutes et les deux flottes étaient proches l'une de l'autre, voguant à leur rencontre réciproque à pleine vitesse. À 18 h, Jellicoe ordonna l'alignement sur la colonne est.
Pendant que Jellicoe hésitait sur la tactique à suivre, Hipper et Scheer, maintenant réunis, fonçaient plein nord vers les Britanniques. Or Scheer ignorait que Jellicoe avait pris la mer. Pendant ce temps, les quatre croiseurs de bataille de Beatty traversaient le convoi des dreadnoughts pour se joindre aux cuirassés de Hood, manquant d'éperonner dans la manœuvre le HMS Defence, le navire-amiral d'Arbuthnot. Ce vieux croiseur obsolète n'avait nullement sa place dans la bataille qui s'annonçait entre dreadnoughts modernes mais son commandant voulait participer au combat pour achever le SMS Wiesbaden. En compagnie du HMS Warrior, il se ruait pour la curée lorsqu'il fut pulvérisé par les puissants navires de Scheer et Hipper et disparut avec tout son équipage (903 hommes) dans une explosion spectaculaire qui fut vue par la quasi-totalité des bâtiments de la Grand Fleet. Le HMS Warrior fut également sévèrement touché mais il échappa au sort funeste du Defence. En effet, le tir allemand fut détourné par le superdreadnought HMS Warspite tout proche qui filait à près de 25 nœuds pour essayer d'aller à la même allure que les bâtiments de la cinquième escadre, essayant de suivre les croiseurs de bataille du vice-amiral Beatty dans leur course vers le Nord et qui finit par bloquer son gouvernail. Dérivant en larges cercles, il offrait une proie de choix aux dreadnoughts allemands, infiniment plus tentante que le HMS Warrior. Touché treize fois, le HMS Warspite survécut au massacre et regagna son port d'attache sur ordre d'Evan-Thomas.
Au moment même où le HMS Defence coulait, Hipper rentrait dans le champ de tir de la troisième escadre de Hood. Le HMS Invincible toucha le SMS Lützow à deux reprises en dessous de la ligne de flottaison ; les SMS Lützow et Derfflinger ripostèrent par une bordée d'obus de 305 mm. Le croiseur britannique explosa et se coupa en deux. Hood et tous ses hommes, à l'exception de 6 rescapés, disparurent avec le navire.

#### Jellicoe barre le T
Vers 18 h 30, le combat commença vraiment, la flotte britannique étant effectivement en mesure de barrer le T à l'escadre de Scheer. Le HMS Iron Duke, navire amiral de Jellicoe, infligea une série de coups au but au dreadnought de tête allemand, le SMS König. Pendant une dizaine de minutes, les Britanniques se trouvèrent tactiquement dans une position très favorable ; pourtant, seuls une dizaine de dreadnoughts sur les vingt-quatre que comptait la Grand Fleet ouvrirent effectivement le feu. Quant aux Allemands, la gravité de leur situation était amplifiée par la mauvaise visibilité.
Comprenant enfin qu'il avait foncé tête baissée dans un piège, Scheer ordonna la retraite vers 18 h 33 et les navires allemands réussirent à s'extraire de la mêlée, profitant du manteau de brouillard et de fumée qui enveloppait le champ de bataille. Conscient des risques causés par les torpilles pour ses bâtiments, Jellicoe ne les poursuivit pas directement mais mit le cap au sud, déterminé à garder la Hochseeflotte sur son ouest.

#### Le coup de folie de Scheer

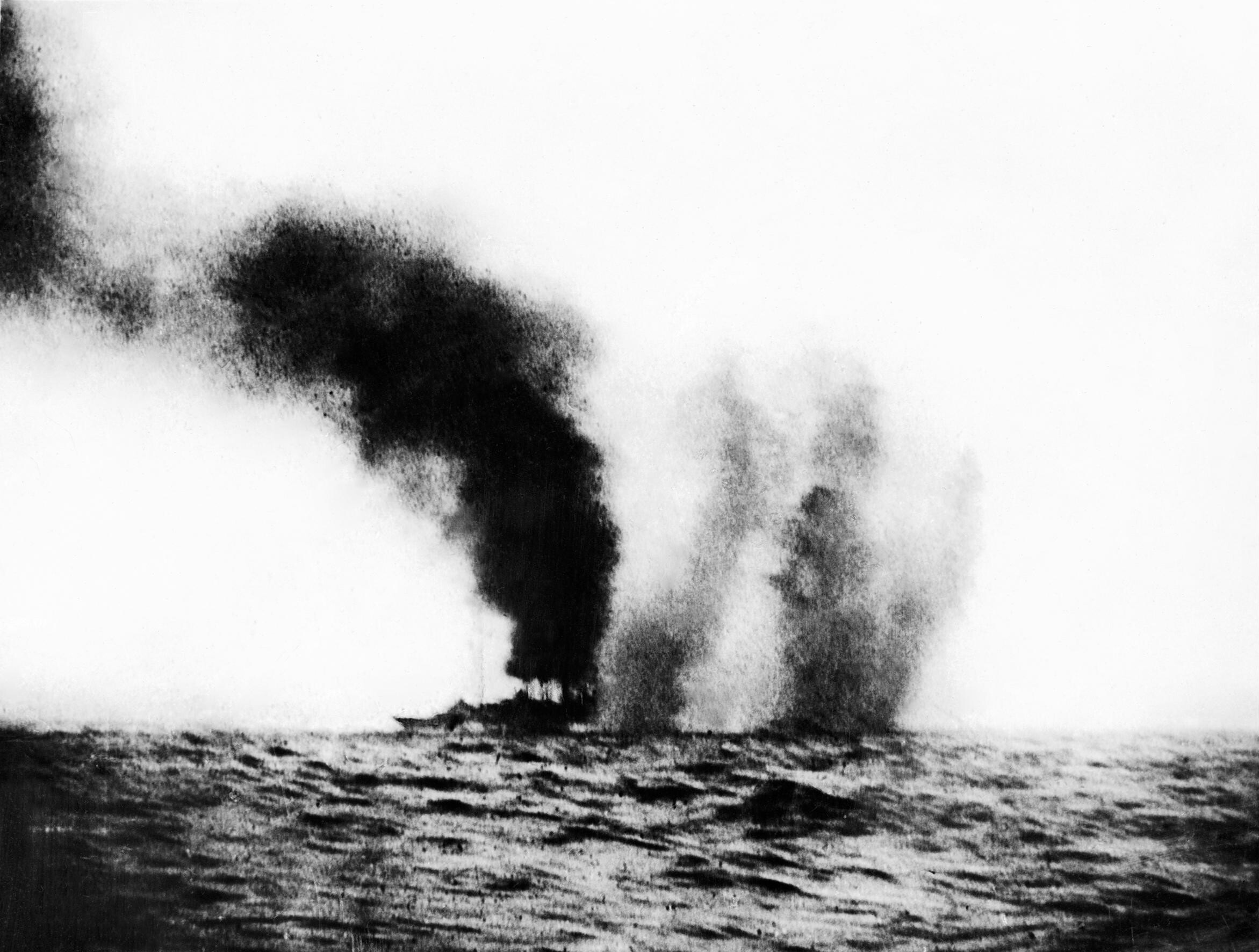
Le croiseur HMS Birmingham sous le feu allemand.

Scheer réalisait pleinement qu'il ne faisait pas assez sombre pour pouvoir fausser compagnie sans dommages aux Britanniques. Aussi, à 18 h 55, il opta pour une mesure audacieuse et mit le cap plein est, droit sur les navires de Jellicoe. Il souligne dans ses mémoires : « La manœuvre devait surprendre l'ennemi et bouleverser ses plans et, si les choses allaient vraiment mal, elle faciliterait la fuite la nuit tombée. »
Pour la seconde fois, peu après 19 h, la 2e escadre de croiseurs légers du commodore Goodenough essuya les tirs des dreadnoughts allemands pour rétablir le contact visuel avec la Hochseeflotte ; Jellicoe barra à nouveau le T à Scheer, mais de manière plus efficace et destructrice que précédemment, infligeant de sévères avaries aux Allemands, particulièrement à la troisième escadre du contre-amiral Behncke, qui dirigeait la flotte germanique. Pour la seconde fois en moins d'une heure, à 19 h 17, Scheer se replia vers l'ouest, tout en lançant ses torpilleurs à la charge sur l'adversaire dans un combat d'arrière-garde, avec le soutien des quatre croiseurs de bataille du Premier groupe de reconnaissance encore en état de combattre, afin d'empêcher les Britanniques de se lancer à la poursuite du gros de sa flotte. Lui-même dut abandonner le SMS Lützow, définitivement hors de combat. Dans la lutte désespérée qui suivit, les Allemands subirent trente-sept coups au but et n'en infligèrent que deux. À lui seul, le SMS Derfflinger fut touché quatorze fois. Cela étant, à 20 h 24, Scheer et ses grosses unités profitèrent du carnage pour disparaître dans la nuit tombante.

### La fuite nocturne de Scheer
Compte tenu des déficiences de ses navires pour le combat nocturne, Jellicoe décida, à 21 h, d'éviter les engagements majeurs avec l'ennemi et d'attendre l'aube pour reprendre la bataille. Il plaça un écran de croiseurs et de destroyers derrière sa flotte de bataille pour patrouiller en arrière-garde tandis qu'il cinglait vers le sud pour couper la route de retour de Scheer vers l'Ems. En réalité, celui-ci avait décidé de traverser le sillage de Jellicoe et de s'échapper par le chenal du Horns Reef. Par bonheur pour Scheer, les éclaireurs britanniques se révélèrent une fois de plus incapables de repérer son itinéraire. Quant à Jellicoe, il ne sut pas anticiper une manœuvre aussi audacieuse que celle qui consistait à passer dans son sillage. Quoi qu'il en soit, la manœuvre de Scheer par rapport à l'inaction de Jellicoe confirme l'incontestable maîtrise allemande du combat nocturne.
Le déroulement des évènements de la nuit fut tout aussi confus que le reste de la bataille. Le HMS Southampton, bateau-amiral du commodore Goodenough, fut gravement avarié mais réussit à couler le croiseur léger SMS Frauenlob à 22 h 23 (320 disparus, aucun rescapé). À 2 heures du matin, le HMS Black Prince, de l'infortunée 1re escadre britannique, explosa sous les tirs du SMS Thüringen (857 disparus, pas de rescapé). À 2 h 10, plusieurs flottilles de destroyers lancèrent des attaques à la torpille contre les grands bâtiments allemands. La mêlée fut sauvage : cinq destroyers coulés du côté britannique, le pré-dreadnought SMS Pommern (844 disparus) coulé du côté allemand et le SMS Rostock touché par une torpille. En outre, dans la confusion des combats, le SMS Posen éperonna le SMS Elbing, qui fut abandonné. Enfin le SMS Lützow fut sabordé vers 1 h 45, après avoir été abandonné par les 1 150 survivants de son équipage.
Comble de malchance pour Jellicoe, les services de renseignements de la marine à Londres avaient intercepté un message donnant la position exacte de la Hochseeflotte, mais ils ne furent pas en mesure de le transmettre en temps utile. En revanche, il recevait de Beatty, porté en avant, des messages erronés sur la position de la flotte allemande. Quand Jellicoe eut enfin connaissance de l'endroit où se trouvait Scheer, vers 4 h 15, la bataille était définitivement terminée. Mais si l'hécatombe avait pris fin, il était aussi clair que le Jutland ne serait pas un nouveau Trafalgar pour la Marine britannique.

## Une victoire incomplète

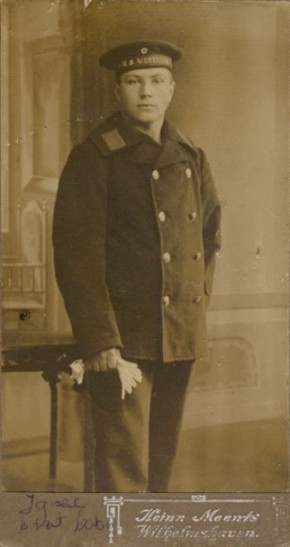
Marin du SMS Westfalen.

Depuis deux ans que les marins de la Royal Navy attendaient cet affrontement avec leurs adversaires de la Hochseeflotte, la conclusion de cette bataille leur laisse un arrière-goût d'inachevé. Certes, la flotte de Scheer a fui à deux reprises face aux canons de la Grand Fleet, et n'a, à aucun moment, semblé en mesure de contester la suprématie globale britannique. Mais, piégée, la flotte allemande a réussi à s'échapper et à rester une menace pour la Royal Navy. Pour les Britanniques, une telle bataille aurait dû avoir comme conclusion, logique au vu de leur supériorité numérique, l'anéantissement de la flotte de surface allemande.
Autre raison d'insatisfaction : l'importance des pertes britanniques. Les Allemands, arguant de la disproportion des pertes, revendiquent même la victoire, quoiqu'ils n'aient pu obtenir la maîtrise de la mer. Au total, les Britanniques ont perdu quatorze navires contre onze allemands mis hors de combat. Du fait que trois de ceux-ci étaient des croiseurs de bataille, leurs pertes humaines sont aussi plus élevées, 6 094 marins anglais contre 2 551 Allemands, mais aussi en tonnage : 111 contre 62 milliers de tonnes.
Tactiquement, les Britanniques ont donc remporté un succès coûteux et imparfait. Cependant, d'un point de vue stratégique, la victoire britannique est plus claire, de nombreux autres bâtiments ayant été endommagés de part et d'autre. À l'issue de la bataille, les Britanniques avaient encore 24 dreadnoughts et croiseurs de bataille en état de combattre contre seulement dix du côté allemand. Leurs vaisseaux endommagés furent rapidement remis en état, à l'inverse de ceux des Allemands ; ces derniers ne sortirent plus guère de leurs ports et durent se contenter par la suite de ne constituer qu'une menace potentielle, empêchant cependant la Royal Navy de redéployer toutes ses forces dans d'autres combats comme la bataille de l'Atlantique.

### Les déficiences de laRoyal Navy

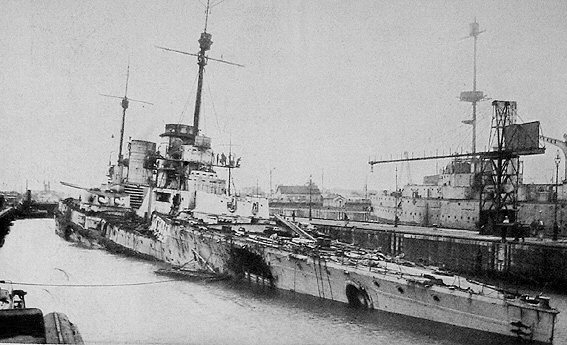
Le Seydlitz après la bataille.

La bataille est souvent citée en exemple comme illustration des retards technologiques et opérationnels de la Royal Navy par rapport à la Marine impériale allemande qui utilisait notamment des systèmes optiques de visée et de télémétrie de la marque Zeiss, supérieurs aux matériels écossais Barr & Stroud (en).
Dans son rapport, Jellicoe écrit : « Le point inquiétant de la bataille des croiseurs de bataille est que cinq bâtiments, affrontant six navires britanniques de classe similaire soutenus, après les premières vingt minutes et certes à grande distance, par le tir de quatre navires de ligne de la classe Queen Elizabeth, ont été capables d'envoyer par le fond le Queen Mary et l'Indefatigable… Les circonstances qui ont contribué aux pertes britanniques tiennent en premier lieu à l'insuffisance du blindage de nos croiseurs de bataille, et, en particulier, celui des tourelles et des ponts et, ensuite, à notre dépendance d'une bonne visibilité… L'organisation nocturne allemande est très bonne. Leur système de signalisation excellent. Le nôtre est nul. Leurs projecteurs sont supérieurs aux nôtres et ils en maîtrisent pleinement l'utilisation. Enfin, leurs techniques de tirs nocturnes donnent d'excellents résultats. Je dois admettre que nous avons beaucoup à apprendre d'eux en matière de combat nocturne. »

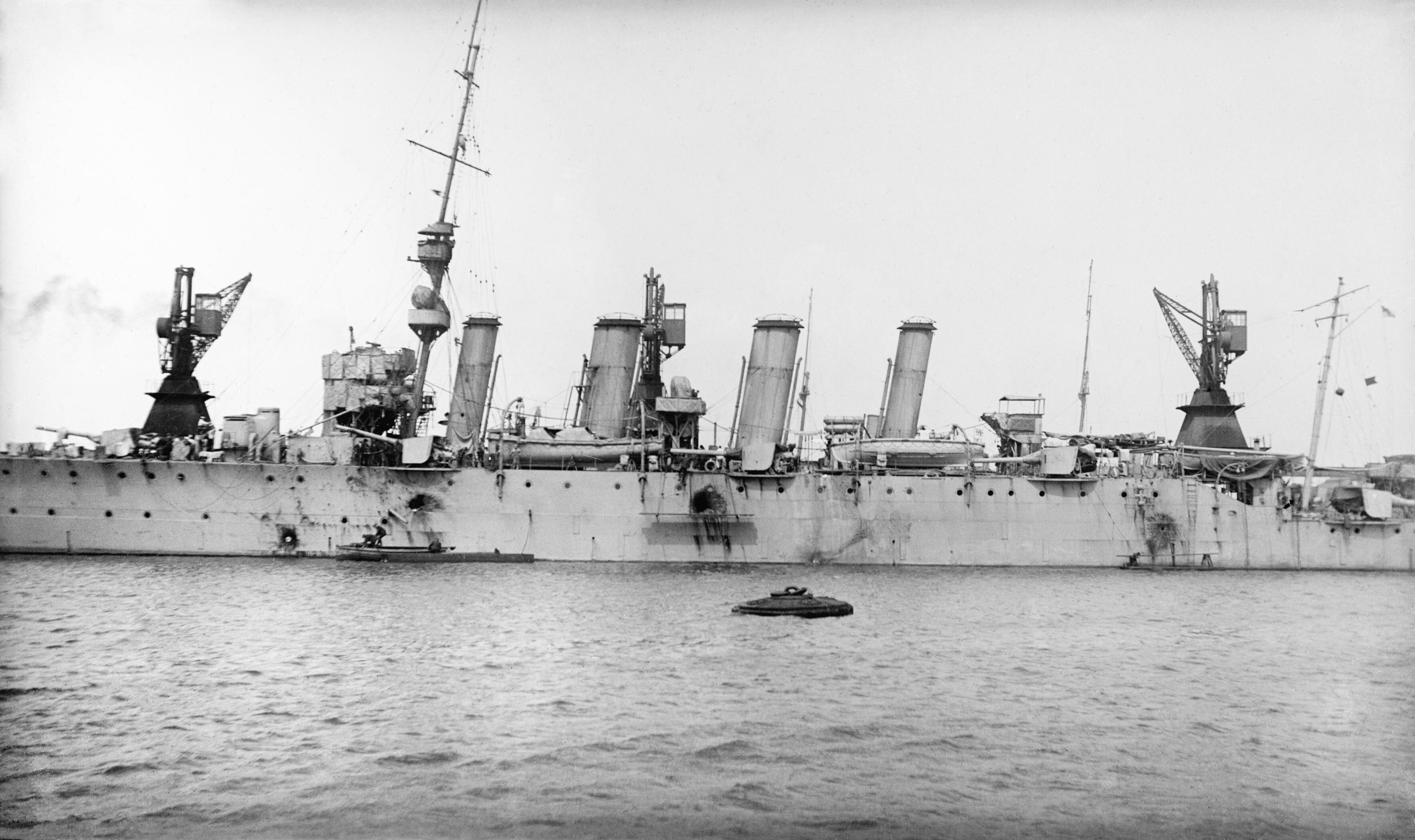
HMS Chester, croiseur de la endommagé après la bataille du Jutland, le 31 mai 1916.

Jusqu'en 1914, les écoles à feu sur les navires britanniques se faisaient à une distance maximum de 8 700 mètres. D'un autre côté, Jellicoe expliquait que « le feu de l'artillerie commence à 20 km et devient effectif vers 16,4 km… pour que les grands bâtiments soient à l'abri des torpilles lancées (…) il ne faut pas se rapprocher à moins de 9 000 mètres… comme cette distance est insuffisante pour permettre d'éviter les attaques des flottilles, il est bon de rester au moins à 14 km » Ceci explique que les Britanniques pouvaient tirer, peut-être plus vite, mais moins bien à ces distances que leurs adversaires.
Pendant l'été 2003, des plongeurs examinèrent les épaves du HMS Invincible, du HMS Queen Mary, du Defence et du Lützow afin d'examiner les raisons pour lesquelles les bâtiments britanniques avaient explosé. La cause principale semble être la manipulation imprudente des charges propulsives de l'artillerie principale, à base de cordite. La doctrine britannique privilégiait la cadence de tir plutôt que la précision. Or en pratique, la cordite ne pouvait être fournie assez rapidement aux artilleurs par les monte-charges et les écoutilles. Dès lors pour aller plus vite, des portes de sécurité qui auraient dû être fermées entre deux tirs restaient ouvertes pour faciliter l'acheminement rapide du produit entre les soutes et la tourelle. En outre, les gargousses allemandes étaient des cylindres en laiton ; les Britanniques, eux, faisaient usage de sacs de soie ! Et conséquence logique de la doctrine préconisant une cadence de tir élevée, décision fut prise, en 1913, d'augmenter de 50 % la dotation en obus et en cordite pour chaque navire afin d'éviter qu'il ne se trouve à court de munitions lors du combat. Les munitions d'avance, poudre et obus, étaient alors stockées dans les tourelles ou les monte-charges sans protections particulières. Les navires britanniques avaient été transformés en poudrières flottantes.

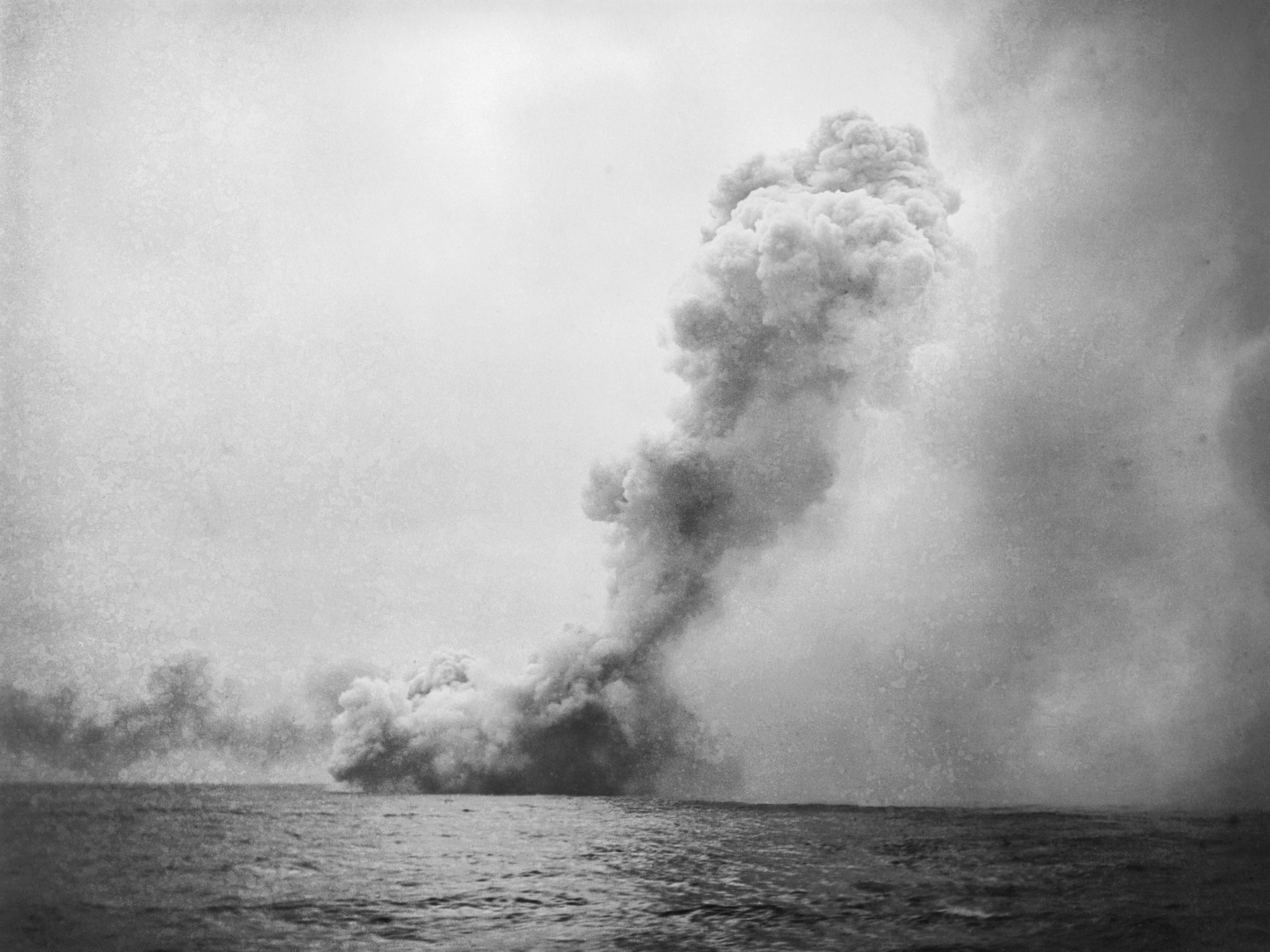
L'explosion du HMS Queen Mary.

Les mémoires d'Alexander Grant, canonnier à bord du Lion prouvent que quelques officiers britanniques étaient parfaitement conscients des dangers d'une manipulation négligente de la cordite :
« Avec le remplacement de la poudre par la cordite pour le chargement des canons, les règles de prudence indispensables à la manipulation des explosifs furent inconsidérément relâchées, je regrette d'avoir à le dire, à tous les niveaux du service. Cette négligence dans le respect des procédures à bord des navires, s'explique par deux raisons. D'abord, la cordite est beaucoup moins dangereuse à manipuler que la poudre. Ensuite et surtout, les modifications apportées aux poudrières à bord finirent par donner un sentiment de fausse sécurité… Le remplacement du bois par du fer ou du métal, les lampes électriques, les portes métalliques ouvertes parce qu'il n'y avait pas de glissière pour passer les munitions ; tout cela donnait aux officiers et aux hommes une impression de facilité et de tranquillité d'esprit incompatible avec le maniement de matériaux explosifs. »
Après la bataille, l'amirauté rédigea un rapport critique sur le laxisme en vigueur concernant la manipulation de la cordite. Ce rapport accablant pour les officiers de la flotte fut oublié lorsque Jellicoe fut promu au poste de First Sea Lord et Beatty à celui de chef de la Grand Fleet.
Cette bataille mit aussi en lumière les deux autres faiblesses de la flotte britannique :
- le pouvoir perforant des obus britanniques était insuffisant : des blindages de 203 mm ont résisté à des tirs directs d'obus de 381 mm. Les obus se brisaient même sur le blindage. Ils ne disposaient pas non plus de fusée de retard, permettant l'explosion seulement après avoir pénétré le blindage ;
- les communications entre le commandant en chef et ses navires ont été désastreuses. Même lorsque des navires britanniques étaient au contact de l'ennemi, Jellicoe n'avait la plupart de temps aucune idée de l'endroit où ce dernier se trouvait.

Il semblerait que les systèmes de mesures différents utilisés — le système métrique par les Allemands et le système anglo-saxon par les Britanniques — aient eu quelque influence aussi, au niveau de la rapidité des calculs nécessaires au pointage correct des pièces.[réf. nécessaire]
La bataille montra aussi que les croiseurs de bataille britanniques furent utilisés dans un rôle pour lequel ils n'étaient pas prévus. Ces bâtiments avaient été conçus selon le principe défini par l'amiral John Arbuthnot Fisher, père des dreadnoughts, qui avait affirmé que le meilleur des blindages était encore la vitesse. Ils ont donc été construits pour être plus rapides que les cuirassés, disposer d'un meilleur contrôle de tir et être capables de tirs d'artillerie efficaces tout en demeurant hors de portée de l'adversaire. Mais ils n'étaient pas prévus pour affronter des cuirassés. Une conception médiocre, jointe à une utilisation malheureuse, expliquent en grande partie les pertes subies par les Britanniques.

### La controverse entre Jellicoe et Beatty
À la suite de cette bataille, les partisans des deux amiraux s'opposèrent dans une importante controverse qui connut un grand retentissement en Grande-Bretagne pendant plus d'une dizaine d'années.